# Candelero Abajo
Candelero Abajo es un barrio ubicado en el municipio de Humacao en el estado libre asociado de Puerto Rico. En el Censo de 2010 tenía una población de 5135 habitantes y una densidad poblacional de 342,07 personas por km².

## Geografía
Candelero Abajo se encuentra ubicado en las coordenadas 18°5′23″N 65°48′34″O / 18.08972, -65.80944. Según la Oficina del Censo de los Estados Unidos, Candelero Abajo tiene una superficie total de 15.01 km², de la cual 12.61 km² corresponden a tierra firme y (15.99%) 2.4 km² es agua.

## Demografía
Según el censo de 2010, había 5135 personas residiendo en Candelero Abajo. La densidad de población era de 342,07 hab./km². De los 5135 habitantes, Candelero Abajo estaba compuesto por el 66.82% blancos, el 20.62% eran afroamericanos, el 0.45% eran amerindios, el 0.1% eran asiáticos, el 8.96% eran de otras razas y el 3.06% pertenecían a dos o más razas. Del total de la población el 96.88% eran hispanos o latinos de cualquier raza.